# Carrollton (Alabama)
Carrollton és una població dels Estats Units a l'estat d'Alabama. Segons el cens del 2000 tenia 987 habitants.

## Demografia
Segons el cens del 2000, Carrollton tenia 987 habitants, 384 habitatges, i 279 famílies. La densitat de població era de 185 habitants/km².
Dels 384 habitatges en un 35,2% hi vivien nens de menys de 18 anys, en un 40,1% hi vivien parelles casades, en un 28,9% dones solteres, i en un 27,3% no eren unitats familiars. En el 25,5% dels habitatges hi vivien persones soles el 14,8% de les quals corresponia a persones de 65 anys o més que vivien soles. El nombre mitjà de persones vivint en cada habitatge era de 2,57 i el nombre mitjà de persones que vivien en cada família era de 3,07.
Per edats la població es repartia de la següent manera: un 29,4% tenia menys de 18 anys, un 10,5% entre 18 i 24, un 23,7% entre 25 i 44, un 20,5% de 45 a 60 i un 15,9% 65 anys o més.
L'edat mediana era de 34 anys. Per cada 100 dones hi havia 77,8 homes. Per cada 100 dones de 18 o més anys hi havia 65,2 homes.
La renda mediana per habitatge era de 24.318 $ i la renda mediana per família de 29.612 $. Els homes tenien una renda mediana de 30.833 $ mentre que les dones 18.333 $. La renda per capita de la població era de 12.153 $. Aproximadament el 31,4% de les famílies i el 38,5% de la població estaven per davall del llindar de pobresa.

## Poblacions més properes
El següent diagrama mostra les poblacions més properes.